# 斯塔夫内

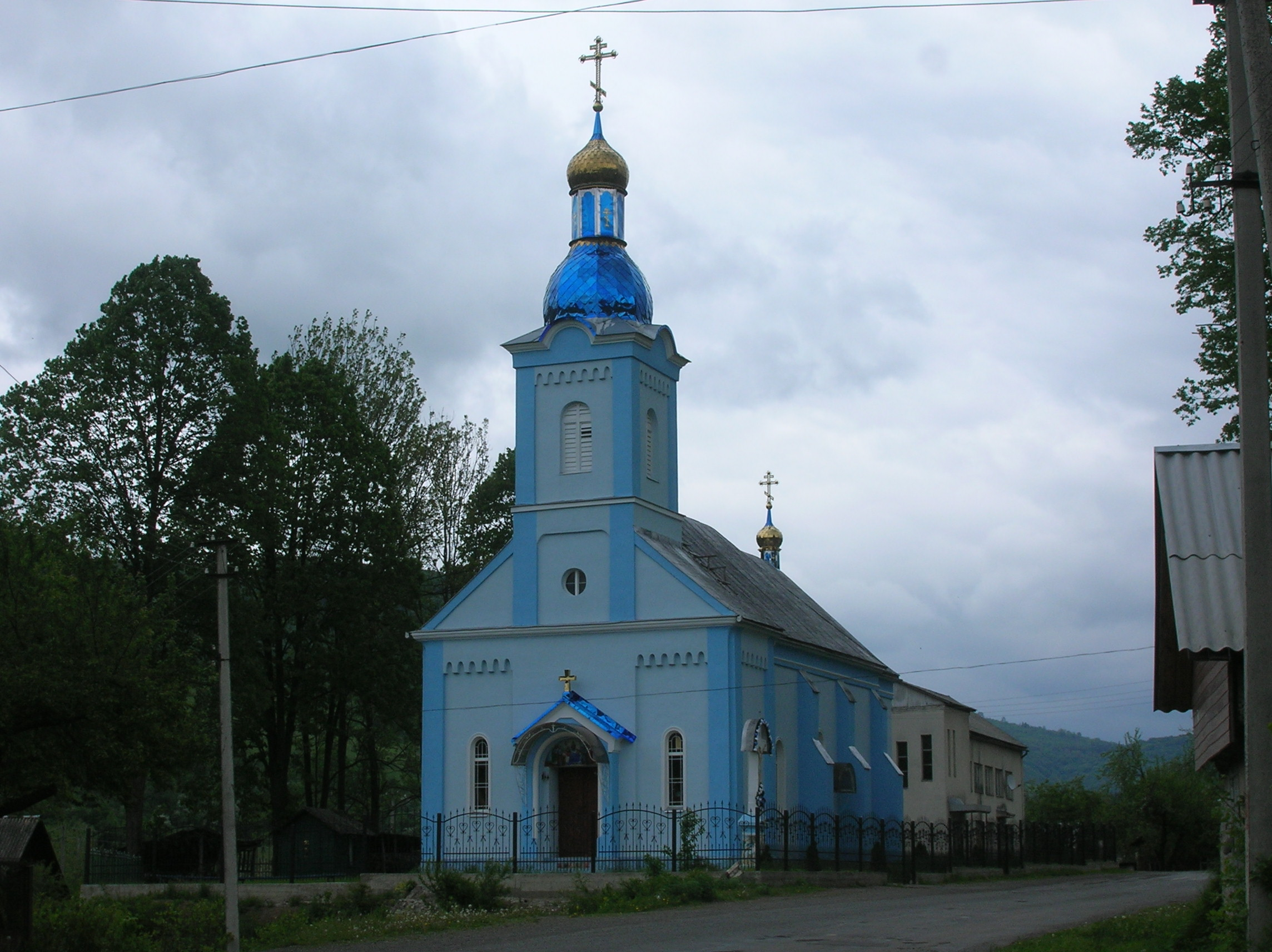
教堂

斯塔夫内是烏克蘭西部外喀爾巴阡州烏日霍羅德區斯塔夫内市镇内的村落及其行政中心。始建於1544年，面積36.87平方公里，海拔高度403米，2001年人口1,623，人口密度每平方公里44.02人。